# Тан Шуньчжи
Тан Шуньчжи́ (кит. трад. 唐順之, упр. 唐顺之, пиньинь Táng Shùnzhī; 9 ноября 1507, Уцзинь, Наньчжили — 25 апреля 1560) — китайский инженер, математик, государственный служащий, известный мастер боевых искусств (отмечен в храме Шаолинь времён империи Мин).

## Биография
Родился в уезде Уцзинь провинции Наньчжили. Сначала получил домашнее образование. Затем начал подготовку к государственным экзаменам. В это время увлекся математикой, особенно трудами исламских алгебраистов.
В 1529 году успешно сдал столичный экзамен хуейши и получил степень гуншэн. Ему предлагали должность в императорской академии Ханьлинь, но Тан избрал службу в военном ведомстве. Позже получает должность правого помощника главного цензора (右僉都御史). В 1533 году становится членом Хуаньлин, где занимается упорядочением архивных записей. Впрочем вследствие болезни на некоторое время покидает государственную службу.
После выздоровления возвращается к императорскому двору. Затем получает должность губернатора уезда Фенян (в современной провинции Аньхой) ради усиления борьбы с пиратами. Во время этой службы Тан Шуньчжи умирает в г. Тунчжоу, перед тем сумев уничтожить пиратов. Посмертно получает имя Сянвэнь.

## Математика
В активе Тан Шуньчжи труды по изучению методов измерения элементов круга. Он написал пять книг: «Гоу гуце фанлунь» (勾股測望論, «Соображения относительно измерения на расстоянии большего и меньшего катетов»), «Гоу гужун фан юаньлунь» (勾股容方圓論, «Рассуждение относительно круга и квадрата, что вмещают в себя больший и меньший катеты»), «Фень фалунь» (分法論, «Рассуждения о методах распределения»), Лю феньлунь (六分論, «Размышления относительно деления на шесть»), «Ху шилунь» (弧矢論, «Суждения о дуге и хорде»). Последняя является важнейшей.